# 去乙酰基白坚木碱
去乙酰基白坚木碱是一种有机化合物，化学式为C20H28N2O，它的全合成已有文献报道。它和乙酸酐在吡啶存在下反应，可以得到白坚木碱。它在光照下可以二聚。